# Mars (батончик)

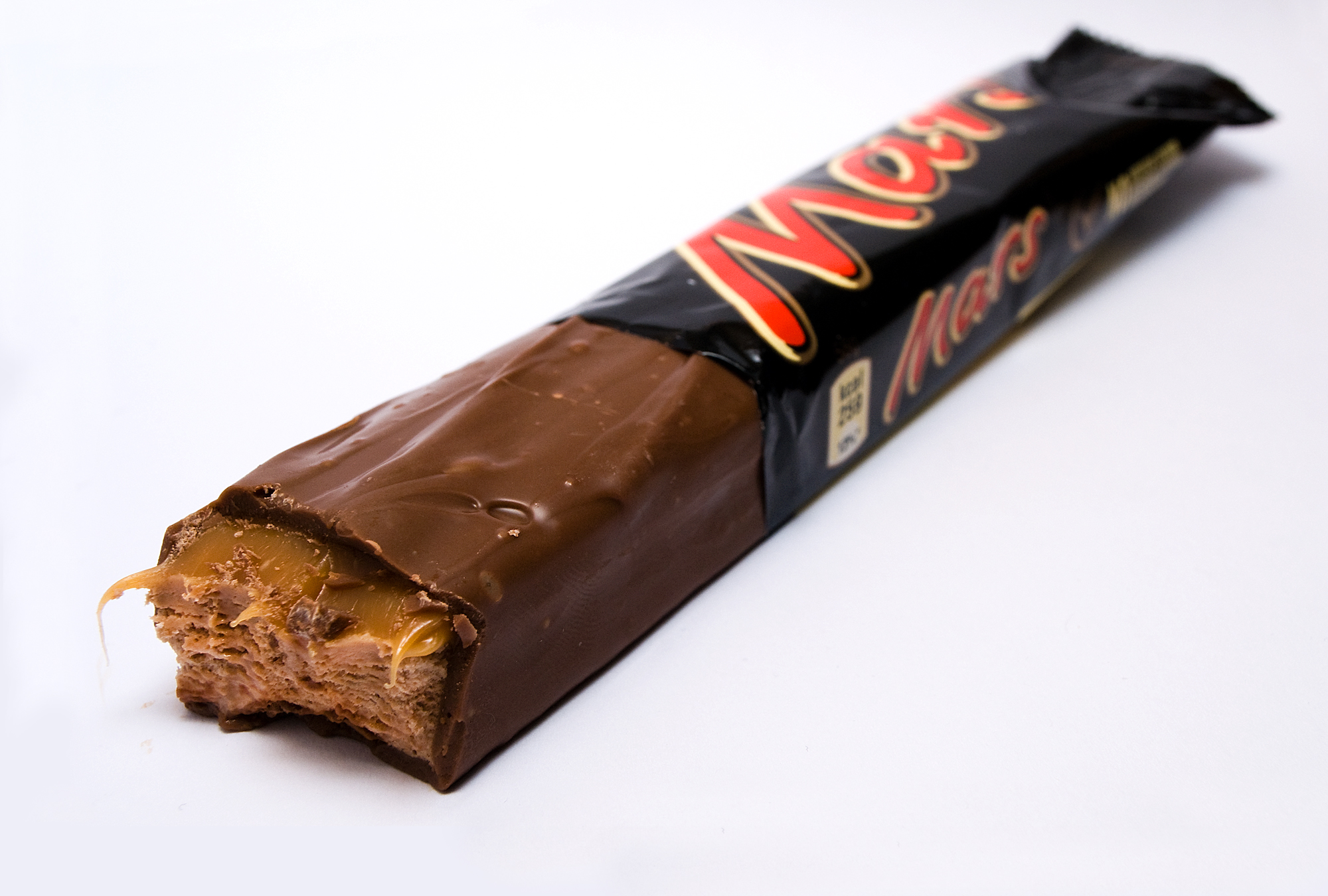
Батончик Mars

Mars (рус. Марс) — шоколадный батончик, производимый американской компанией Mars Incorporated. Впервые был изготовлен в 1932 году в Слау (Великобритания) американским предпринимателем Форрестом Марсом. Рецепт изготовления батончика не изменился и до сегодняшнего дня, но его размер и пропорции основных ингредиентов менялись год за годом.
В 2002 году батончик Mars, производимый в Великобритании, был изменён и переупакован. Нуги стало меньше, а слой шоколада стал заметно тоньше, что значительно уменьшило вес батончика. Упаковка также была изменена. Шрифт, которым было написано слово «Mars», стал более тонким и с уклоном в курсив.

## История
Впервые был изготовлен в 1932 году в Слау (Великобритания) американским предпринимателем Форрестом Марсом. Его батончик был похож на тот, который производился отцом Фрэнком и был популярен в США под названием Milky Way.

## Галерея

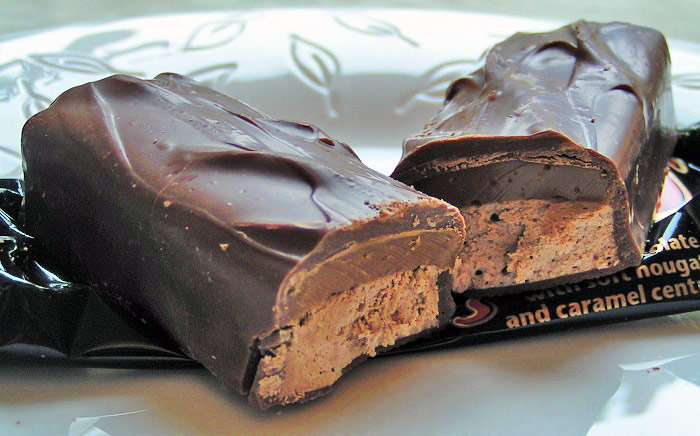
Mars в разрезанном виде
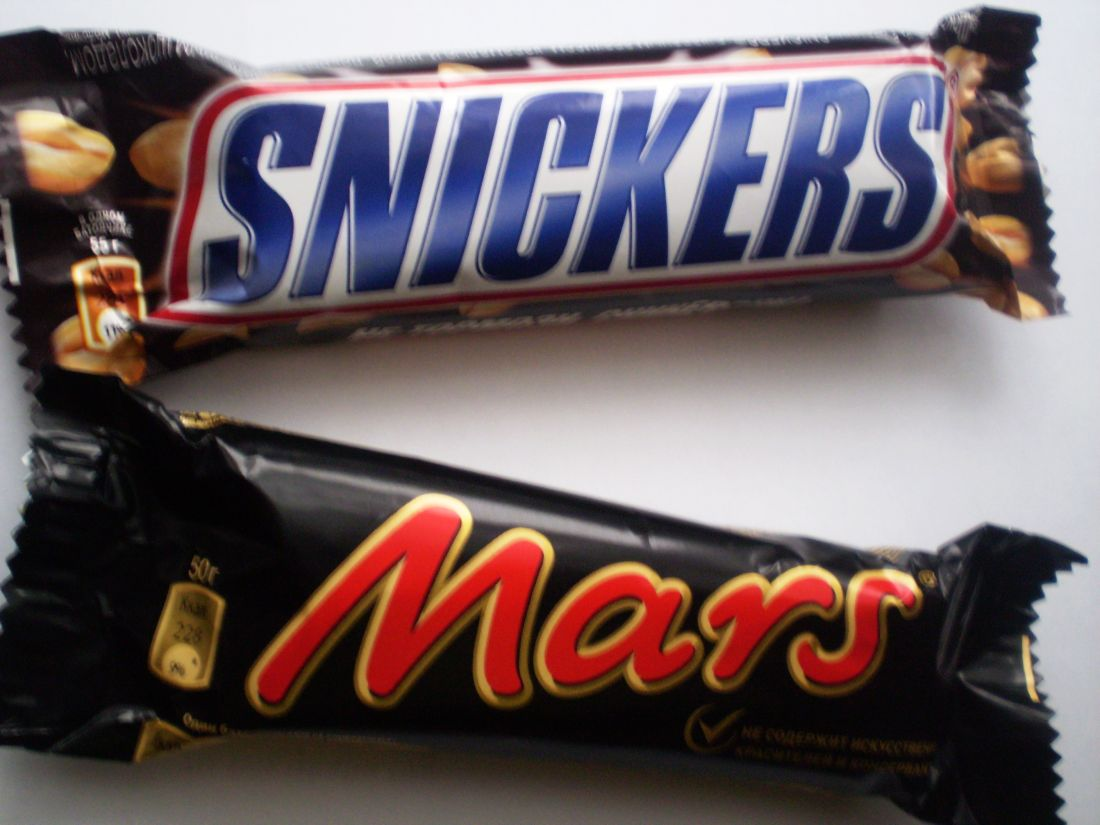
Snickers и Mars